# Daniele Meucci
Daniele Meucci (* 7. Oktober 1985 in Pisa) ist ein italienischer Langstreckenläufer.

## Werdegang
Ursprünglich spielte er Fußball in der Mannschaft von Navacchio, einem Ortsteil von Cascina. Im Alter von 17 Jahren wechselte er zum Laufsport.
Bislang wurde er zweimal italienischer Meister über 5000 (2007, 2008), dreimal über 10.000 (2006, 2007, 2010) und zweimal in der Halle über 3000 Meter (2008, 2009).
2006 kam er bei den Europameisterschaften in Göteborg über 10.000 Meter auf den zehnten Platz. 2008 belegte er bei den Crosslauf-Weltmeisterschaften den 99. Platz und wurde Zwölfter bei den Crosslauf-Europameisterschaften in Brüssel.
Im Jahr darauf wurde er Fünfter bei der Stramilano, schied bei den Weltmeisterschaften in Berlin über 5000 Meter im Vorlauf aus und kam bei den Halbmarathon-Weltmeisterschaften in Birmingham auf den 18. Platz. Bei den Crosslauf-Europameisterschaften in Dublin wurde er Neunter und gewann mit der italienischen Mannschaft Bronze.
2010 wurde er Fünfter bei Roma – Ostia und Elfter beim Rom-Marathon. Bei den Europameisterschaften in Barcelona gewann er über 10.000 Meter die Bronzemedaille hinter Mohammed Farah und dem zeitgleichen Christopher Thompson und wurde Sechster über 5000 Meter.
2012 gewann er bei den Europameisterschaften in Helsinki die Silbermedaille hinter Polat Kemboi Arikan, welcher früher für Kenia unter dem Namen Paul Kipkosgei Kemboi lief. Über 5000 Meter belegte er den fünften Platz.
Daniele Meucci ist 1,78 m groß und wiegt 62 kg. Als Sportsoldat startet er für C. S. Esercito, den Verein des italienischen Heers. Er wird von Luigi Principato trainiert, studiert Informatik an der Universität Pisa und ist mit der Mittelstreckenläuferin Giada Bertucci verlobt.
Seinen größten Erfolg erzielte Meucci bei den Europameisterschaften 2014 in Zürich mit dem Sieg im Marathonlauf in einer neuen persönlichen Bestleistung von 2:11:08 h. Bei den Europameisterschaften 2016 in Amsterdam errang er im erstmals ausgetragenen Halbmarathon die Bronzemedaille.
Beim Frankfurt-Marathon 2019 war er als Achter bester nicht in Afrika geborener Athlet.

## Persönliche Bestzeiten
- 3000 m: 7:43,85 min, 9. September 2010, Mailand
  - Halle: 7:56,53 min, 24. Februar 2008, Genua
- 5000 m: 13:24,38 min, 31. August 2010, Rovereto
- 10.000 m: 27:32,86 min, April 2012, Palo Alto
- Halbmarathon: 1:02:38 h, 10. Juli 2016, Amsterdam
- Marathon: 2:11:08 h, 17. August 2014, Zürich